# Alphonse Marie Van den Bosch
Alphonse Marie Van den Bosch CSsR (* 2. August 1894 in Antwerpen; † 26. März 1973) war ein belgischer Ordensgeistlicher und römisch-katholischer Bischof von Matadi.

## Leben
Alphonse Marie Van den Bosch trat der Ordensgemeinschaft der Redemptoristen bei und legte am 1. November 1914 die Profess ab. Er empfing am 28. Dezember 1919 das Sakrament der Priesterweihe.
Am 14. Juni 1938 ernannte ihn Papst Pius XI. zum Titularbischof von Philae und zum Apostolischen Vikar von Matadi. Der Erzbischof von Mecheln, Jozef-Ernest Kardinal Van Roey, spendete ihm am 1. August desselben Jahres die Bischofsweihe; Mitkonsekratoren waren der Apostolische Vikar von Coquilhatville, Edouard van Goethem MSC, und der Apostolische Vikar von Lulua, Camille Valentin Stappers OFM.
Van den Bosch wurde am 10. November 1959 infolge der Erhebung des Apostolischen Vikariats Matadi zum Bistum erster Bischof von Matadi. Alphonse Marie Van den Bosch nahm an allen vier Sitzungsperioden des Zweiten Vatikanischen Konzils teil. Am 18. Dezember 1965 nahm Papst Paul VI. das von Van den Bosch vorgebrachte Rücktrittsgesuch an und ernannte ihn zum Titularbischof von Tubusuptu.